# Jennifer Falk
Jennifer Miley Falk (Gotemburgo, Suecia; 26 de abril de 1993) es una futbolista sueca. Juega como guardameta en el BK Häcken de la Damallsvenskan de Suecia. Es internacional con la selección de Suecia.

## Estadísticas

### Clubes
| Club                    | País   | Año             |
| ----------------------- | ------ | --------------- |
| Torslanda IK            | Suecia | 2012 - 2013     |
| Jitex BK                | Suecia | 2013 - 2014     |
| Mallbackens IF          | Suecia | 2015            |
| Kopparbergs/Göteborg FC | Suecia | 2016 - presente |

## Palmarés

### Títulos nacionales
| Título         | Club                    | País   | Año     |
| -------------- | ----------------------- | ------ | ------- |
| Damallsvenskan | Kopparbergs/Göteborg FC | Suecia | 2020    |
| Copa de Suecia | Kopparbergs/Göteborg FC | Suecia | 2018-19 |

### Títulos internacionales
| Título                     | Equipo | Sede  | Año  |
| -------------------------- | ------ | ----- | ---- |
| Juegos Olímpicos de Verano | Suecia | Tokio | 2020 |

(*) Incluyendo la Selección

## Vida personal
Falk vive con la futbolista sueca Pernilla Johansson.